# Equilibrio de Lindahl
Un equilibrio de Lindahl es un método para encontrar el nivel óptimo para la oferta de bienes o servicios públicos en que se busca que el precio pagado por cada individuo sea igual al precio unitario total de coste del bien público.

## Impuesto de Lindahl
Se conoce como impuesto de Lindahl a una forma de tributación concebida por Erik Lindahl en la que las personas pagan bienes públicos de acuerdo con los beneficios marginales que les producen. En otras palabras, pagan según la utilidad que obtienen del consumo de una unidad adicional del bien público.
El nivel óptimo de producción de un bien público es aquella cantidad a la que la disposición a pagar por una unidad más del bien, tomada en conjunto para todos los individuos, es igual al costo marginal de suministrar ese bien. El impuesto Lindahl es la cantidad óptima multiplicada por la disposición a pagar por una unidad más de ese bien en esta cantidad.

## Historia
La idea de utilizar la utilidad marginal agregada en el análisis de las finanzas públicas no era nueva en Europa. Knut Wicksell fue uno de los economistas más destacados que estudió este concepto, argumentando finalmente que ningún individuo debería ser obligado a pagar por ningún bien que no le dé utilidad. Erik Lindahl fue profundamente influenciado por Wicksell, quien fue su profesor y mentor, y propuso un método para financiar los bienes públicos con el fin de mostrar que la política de consenso es posible. Al ser las personas de naturaleza diferente, sus preferencias son diferentes y el consenso requiere que cada individuo pague un impuesto algo diferente por cada servicio o bien que consume. Si el precio del impuesto de cada persona se fija igual a los beneficios marginales recibidos en el nivel de servicio ideal, cada persona se beneficia con la provisión así calculada del bien público y, en consecuencia, puede aceptar que se brinde ese nivel de servicio.

## Equilibrio de Lindahl
Un equilibrio de Lindahl es un método para encontrar el nivel óptimo para la oferta de bienes o servicios públicos que se produce cuando el precio unitario total pagado por cada individuo es igual al precio unitario total de coste del bien público. Se puede demostrar que existe un equilibrio para diferentes entornos. Por tanto, el equilibrio de Lindahl describe cómo se puede mantener la eficiencia en una economía con precios personalizados. Leif Johansen dio la interpretación completa del concepto de "equilibrio de Lindahl", que supone que las decisiones de consumo de los hogares se basan en la parte del costo que deben proporcionar para el suministro del bien público en particular.
Este método de valoración de los bienes públicos es un equilibrio por dos razones. Primero, las personas están dispuestas a pagar los impuestos respectivos por la cantidad de bienes públicos suministrados. En segundo lugar, el costo del bien público está cubierto por los impuestos agregados. Por lo tanto, la fijación de precios de Lindahl se centra en la idea de la tributación de los beneficios, en la que los individuos pagan impuestos en función de su valoración del beneficio recibido del bien. Este equilibrio es también el nivel eficiente de producción de los bienes públicos, ya que el beneficio social marginal es equivalente al costo social marginal.
La importancia del equilibrio de Lindahl es que cumple la condición de Samuelson y, por lo tanto, es eficiente de Pareto, pesar de que el bien en cuestión es público. También demuestra cómo se puede alcanzar la eficiencia en una economía con bienes públicos mediante el uso de precios personalizados. Los precios personalizados equiparan la valoración individual de un bien público con el costo del bien público.

## Crítica
En teoría, los precios y los impuestos de Lindahl conducen a una provisión eficiente de bienes públicos. Sin embargo, se requiere el conocimiento de las funciones de demanda de cada individuo y, por lo tanto, es difícil de implementar en la práctica. Hay tres problemas principales para la implementación de un impuesto Lindahl.

### Problema de la revelación de preferencias
Cuando la información sobre los beneficios marginales está disponible solo para los propios individuos, estos tienden a subestimar su valoración para un bien en particular. Al hacer esto, una persona puede reducir su costo fiscal al declarar menos los beneficios derivados del bien o servicio público. El incentivo para mentir está asociado con el problema del oportunista; si un individuo reporta un beneficio menor, pagará menos impuestos, pero solo verá una disminución marginal en el bien público. Este problema de información muestra que los impuestos Lindahl basados en encuestas no son compatibles con los incentivos. Los incentivos para subestimar los verdaderos beneficios de uno bajo los impuestos Lindahl se parecen a los de un juego de bienes públicos.
Se pueden utilizar mecanismos de revelación de preferencias para resolver ese problema, aunque ninguno de ellos ha demostrado que lo aborde completa y satisfactoriamente. El mecanismo de Vickrey-Clarke-Groves es un ejemplo de esto, asegurando que se revelan los valores verdaderos y que se brinde un bien público en cantidad correcta. La asignación del coste se toma como dada y los consumidores reportarán sus beneficios netos (beneficios-coste), el bien público será proporcionado si la suma de los beneficios netos de todos los consumidores es positiva. Si se proporciona el bien público, se harán pagos complementarios que reflejen el hecho de que decir la verdad es costoso. Los pagos laterales internalizan el beneficio neto del bien público para otros jugadores. Los pagos paralelos deben financiarse desde fuera del mecanismo. En realidad, la revelación de preferencias es difícil ya que el tamaño de la población la hace costosa tanto en términos de dinero como de tiempo.

### Problema del conocimiento de la preferencia
Un segundo inconveniente de la solución de Lindahl es que las personas pueden no estar seguras de su propia valoración de un bien público. Incluso si los individuos intentan ser honestos con su disposición a pagar, es posible que no tengan idea de su verdadero valor. Esto es especialmente cierto para los bienes públicos con los que las personas no interactúan en el día a día, como los fuegos artificiales y la defensa nacional.

### Problema de agregación de preferencias
Incluso si los individuos conocen su disposición marginal a pagar y son honestos en sus informes, el gobierno puede tener dificultades extremas para agregar esto a un valor social. En situaciones en las que pocas personas se ven afectadas por el bien público la agregación puede ser relativamente simple. Sin embargo, en el caso de la defensa nacional, compilar la disposición marginal a pagar por este bien público de cada individuo sería casi imposible.